# XII Brigada Internacional
No debe confundirse con el Batallón Garibaldi, denominado en ocasiones como Brigada Garibaldi, igual que ésta.
La XII Brigada Internacional —también conocida como Brigada Garibaldi— fue una de las Brigadas Internacionales que combatieron en defensa de la legalidad republicana contra los sublevados el 17 y 18 de julio de 1936 en la guerra civil española. Debe su nombre a la figura histórica de Giuseppe Garibaldi, héroe nacional de Italia. Estaba formada principalmente por ciudadanos italianos e intervino en numerosas ocasiones durante la contienda, especialmente en la batalla de Guadalajara (1937) y en la batalla del Ebro (1938). En la última fase de la guerra, ya como brigada mixta española tras la retirada oficial de los internacionales por orden del gobierno republicano, fue renombrada como 12.ª Brigada Mixta.

## Orígenes
Fue la segunda Brigada internacional en ser creada (en un primer momento denominada 2.ª Brigada Internacional). Se fundó en Mahora (Albacete) el día 1 de noviembre de 1936, con la agrupación de los batallones internacionales Garibaldi, Thälmann y André Marty. Se puso al mando del comandante Máté Zalka (alias General Lukács) junto al Coronel Bielov (Karlo Lukanov) como jefe de Estado Mayor y Luigi Longo como Comisario político. Al poco de marchar al frente para frenar el avance de los militares sublevados, Longo fue ascendido a Comisario General Inspector de las Brigadas Internacionales y relevado en la XII por el comunista alemán Gustav Regler.

## Historial de operaciones

### Primeros combates
Tuvo su bautismo de fuego el 12 de noviembre durante el ataque al Cerro de los Ángeles o "Cerro Rojo" cercano a Madrid, llevado a cabo junto a las brigadas mixtas 2ª y 5.ª. Participó en la Defensa de Madrid, relevando a la XI Brigada Internacional en los combates en la Ciudad Universitaria. Hasta el 27 de noviembre, continuó defendiendo sus trincheras, a costa de graves pérdidas. Tras la retirada del frente, se procedió a la reorganización, cedió el batallón Thälmann a la XI Brigada y recibió a su vez el Dabrowski. Continuó su participación en Aravaca y Pozuelo y en la Segunda batalla de la carretera de La Coruña, donde se distinguió en la defensa de Boadilla. A comienzos de enero de 1937, tomó parte en el frente de Guadalajara, donde conquistó Mirabueno y Los Almadrones, sin poder progresar en su avance en el Monte de San Cristóbal. Nuevamente regresó al escenario de la carretera de La Coruña para contraatacar en Majadahonda con éxito. El 6 de febrero de 1937 los sublevados atacaron el Valle del Jarama y todas las Brigadas Internacionales disponibles acudieron a la zona. La XII Brigada, y especialmente el batallón André Marty, tenían la misión de guardar los puentes de Pindoque y Arganda, pero los tiradores de Ifni sorprendieron al batallón en el Puente de Pindoque que perdió muchos efectivos. Se procedió a la reorganización y el General Luckács cedió el mando a Randolfo Pacciardi.

### Guadalajara, momento de gloria

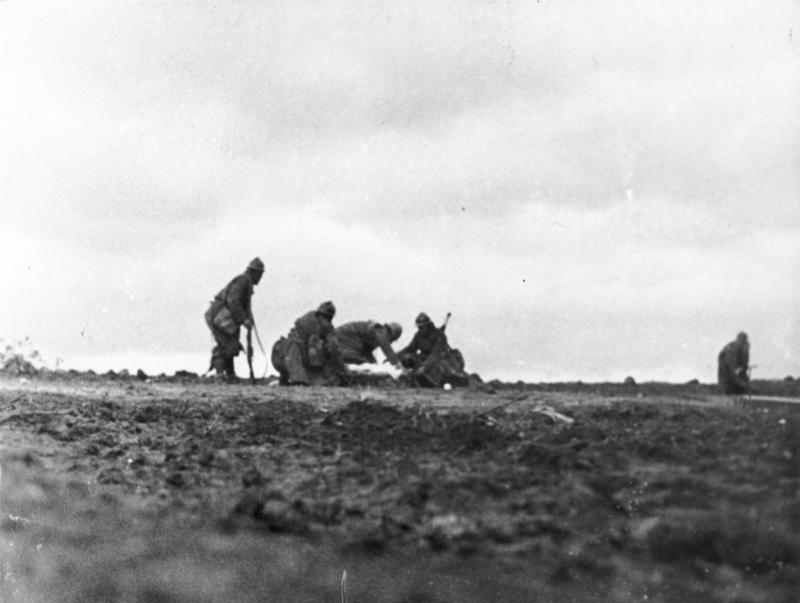
Soldados italianos del Corpo Truppe Volontarie durante la Batalla de Guadalajara.

Tras las graves bajas en el Jarama, fue enviada nuevamente al Frente de Guadalajara, donde los legionarios italianos del Corpo Truppe Volontarie habían lanzado una ofensiva el 8 de marzo con la intención de encerrar a los republicanos en una bolsa alrededor de Madrid. La brigada fue integrada en la 14.ª División de Cipriano Mera, actuando también la XI Brigada Internacional dentro de la 11.ª División de Líster. El 10 de marzo de 1937 los Llamas negras y los Flechas negras italianos rompieron el frente de la 11.ª División y llegaron hasta Trijueque, pero los alemanes de la XI Brigada Internacional lograron detener el envite. Los interbrigadistas italianos de la XII Brigada también contuvieron el ataque, y algunos soldados entraron en contacto con sus compatriotas italianos, los cuales les confundieron por soldados del Corpo Truppe Volontaire y cayeron prisioneros de los republicanos. Al día siguiente tuvo lugar un contraataque republicano general, con el apoyo de los carros soviéticos T-26. Los alemanes de la Brigada Thälmann lograron reconquistar Trijueque a punta de bayoneta, mientras los italianos del CTV emprendieron una desbandada general.
El 12 de marzo los Garibaldinos reconquistaron el Palacio de Ibarra tras un breve enfrentamiento con los Camisas Negras del CTV. El 18 de marzo las divisiones de Enrique Líster y Cipriano Mera confluyeron sobre Brihuega, culminando con la toma de esta localidad bajo el apoyo de los 70 tanques soviéticos. La actuación de los italianos de la XII Brigada Internacional fue muy destacada durante el contraataque republicano. De hecho, Guadalajara constituyó una importante victoria moral sobre el fascismo italiano para los antifascistas italianos de la XII Brigada Internacional.

### Los avatares de la guerra

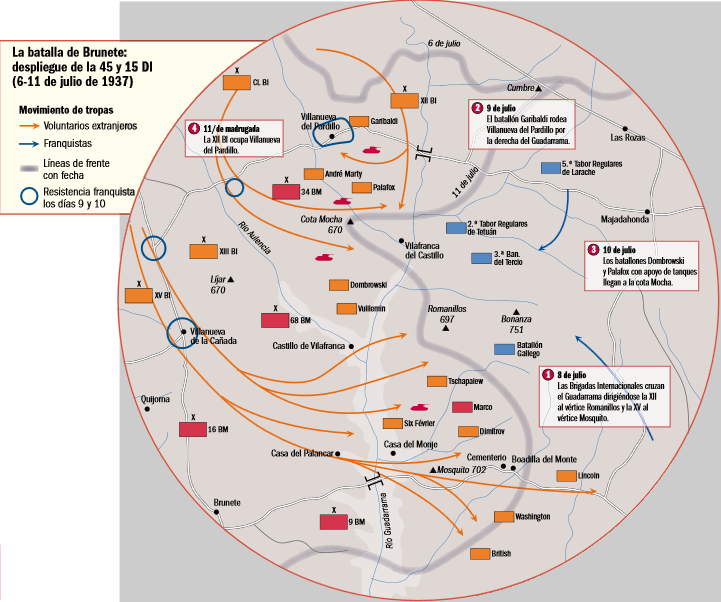
Avance de la XII Brigada Internacional en el inicio de la batalla de Brunete, julio de 1937.

En junio partió junto a otras Brigadas internacionales al frente de Huesca, para participar en una ofensiva que pretendía tomar la ciudad pero que no tuvo éxito. El informe del líder comunista polaco Karol Świerczewski (conocido en las Brigadas como general Walter), que también intervino en la lucha, decía que el rendimiento de la XII Brigada Internacional no tenía nada que ver con el que habían conseguido durante otras batallas anteriores.
En julio la Garibaldi marchó al Frente de Madrid nuevamente para intervenir en la ofensiva de Brunete integrada en la 45.ª División Internacional del General Kléber. Aunque la toma de Villanueva del Pardillo auguraba un buen desarrollo, los repetidos intentos de ocupar Villafranca del Castillo acabaron con el repliegue de los 3 batallones italo-españoles, sustitutos del Dabrowski y el André Marty. En agosto y septiembre su partición en la ofensiva de Zaragoza motivó una importante reorganización de la unidad. En febrero de 1938 realizó un ataque nocturno en la zona de Zalamea y Sierra Quemada, en Extremadura, llegando hasta las cumbres pero debiendo finalmente retroceder. La brigada atravesaba su peor momento, saldado con 1134 bajas, y la jefatura pasó a manos del Mayor de milicias español Eloy Pardinas Quero. El 10 de marzo pasó al Frente de Aragón para intentar frenar la reciente ofensiva franquista pero tuvo también un elevado número de pérdidas. El 2 de abril el comandante, Eloy Pardinas,  y el comisario de la brigada, Quinto Battistatta (alias Raimondo), fueron capturados y fusilados por el Corpo Truppe Volontaire en Gandesa. La brigada quedó aislada en Cataluña de la zona centro republicana pero pudo aprovechar este importante revés para reorganizarse bajo el mando del italiano Alessandro Vaia (alias Martino Martini). 
Para la decisiva batalla del Ebro la brigada se concentró en Ginestar, a primeros de julio. El 27 de julio, se dio la orden de pasar el río, llegando hasta la Venta de Camposines, donde permaneció en reserva hasta el 14 de agosto. Este día, fue enviada a relevar a fuerzas de la 11.ª División en la sierra de Pàndols. Dos días más tarde, fue lanzada al contraataque contra el Puig del Águila o Cota de la Muerte, cuya cima logró alcanzar al caer la noche. El 15 de agosto, asumió el mando de la brigada el Mayor de milicias Luis Rivas Amat. En el mes de septiembre, el escenario de la lucha se trasladó a los accesos de la Venta de Camposines, donde la brigada sufrió importantes pérdidas en los combates en torno a las cotas 382, 356 y 371 y el Coll del Cosso. El 23 de septiembre, finalmente se procedió a la retirada para repatriar a los combatientes extranjeros.  El 1 de octubre, se formó una nueva 12, esta vez Brigada Mixta formada ya exclusivamente por españoles, y continuando al mando de Luis Rivas Amat. A punto de caer Barcelona, los interbrigadistas que esperaban su repatriación en La Garriga volvieron a reconstituir una embrionaria XII Brigada Internacional, que se fue retirando por la falda Noroeste del Montseny e intentando resistir en Llagostera. El repliegue continuó por la línea de la costa para ganar la frontera.

## Organización y estructura

### Mandos
Comandantes:
| Nombre                            | País    | Período                                       | Notas                                                            |
| --------------------------------- | ------- | --------------------------------------------- | ---------------------------------------------------------------- |
| Máté Zalka (General Lukács)       | Hungría | 1 de noviembre de 1936 - 19 de marzo de 1937  | Muerto por un obús de artillería enemigo el 11 de junio de 1937. |
| Randolfo Pacciardi                | Italia  | 19 de marzo - 29 de julio de 1937             | Marcha a París.                                                  |
| Carlo Penchienati                 | Italia  | 29 de julio - 31 de agosto de 1937            | Sustituto de Pacciardi tras la batalla de Brunete. Accidentado.  |
| Agostino Casati (Nino Raimondi)   | Italia  | 1 de septiembre - 19 de octubre de 1937       | En sustitución de Penchienati.                                   |
| François Bernard                  | Francia | 20 de octubre - 19 de noviembre de 1937       | Pasa a ser Jefe de EM de la 45 DI                                |
| Arturo Zanoni                     | Italia  | 19 de noviembre de 1937 - 31 de marzo de 1938 | Destituido.                                                      |
| Eloy Pardinas Quero               | España  | 31 de marzo - 2 de abril de 1938              | Capturado y fusilado por tropas del CTV en Gandesa.              |
| Alessandro Vaia (Martino Martini) | Italia  | 2 de abril - 15 de agosto de 1938             |                                                                  |
| Luis Rivas Amat                   | España  | 15 de agosto de 1938 - febrero de 1939        | Desmovilización de la Brigada.                                   |

Jefes de Estado Mayor:
- Karlo Lukanov (Bielov) (1 de noviembre de 1936 - 11 de febrero de 1937)
- Felice Platone (27 de mayo - 4 de agosto de 1937) — Baja por enfermedad.
- François Bernard (4 de agosto - 20 de octubre de 1937) — Pasó a asumir el mando de la Brigada.
- José López Gento (21 de octubre de 1937 - 20 de marzo de 1938)

Comisarios:
- Luigi Longo (Gallo) (1 de noviembre - 8 de diciembre de 1936) — Nombrado Comisario General Inspector de las Brigadas Internacionales.
- Gustav Regler (8 de diciembre de 1936 - 11 de junio de 1937) — Herido grave junto al General Lukács.
- Ilio Barontini (12 de junio - 1 de octubre de 1937) — Destituido. Pasó a Francia.
- Quinto Battistatta (Raimondo) (1 de octubre de 1937 - 2 de abril de 1938) — Capturado. Fue fusilado en Gandesa por soldados del CTV.
- Emilio Suardi (2 de abril - 28 de diciembre de 1938)

Jefes de Operaciones:
- Giorgio Braccialarghe (14 de junio - 2 de agosto de 1937)
- Miguel Martínez Nieto (2 de agosto - 1 de noviembre de 1937) — Pasó a ser profesor de la Escuela de Oficiales de la 45 DI

### Relación de Batallones
Por la Brigada pasaron un gran número de batallones a lo largo de su existencia, en ocasiones procedentes de otras brigadas o reorganizados de nuevo:
| Nombre del batallón      | Composición                      | Notas                                               |
| ------------------------ | -------------------------------- | --------------------------------------------------- |
| Batallón Garibaldi       | Italianos, albaneses y españoles | Sería la unidad principal de la Brigada.            |
| Batallón Thälmann        | Alemanes y austriacos            | Trasladado más tarde a la XI Brigada Internacional. |
| Batallón André Marty     | Franceses y belgas               | Trasladado a la XIV Brigada Internacional.          |
| Batallón Comuna de París | Franceses                        | Trasladado a la XIV Brigada Internacional.          |
| Batallón Dabrowski       | Polacos exiliados                | Trasladado a la XIII Brigada Internacional.         |
| Batallón Figlio          | Españoles                        |                                                     |
| Batallón Madrid          | Españoles                        |                                                     |
| Batallón Prieto          | Españoles                        |                                                     |